# Gina Cigna
Gina Cigna nascuda Louise Geneviève Cigna italianitzada com  Luigia Genoveffa Cigna (Angers, 1900 - Milà, 2001) va ser una soprano dramàtica italiana, famosa Turandot, Tosca i Norma. La seva carrera va quedar truncada per un accident automobilístic el 1948. Al costat de Rosa Raisa i Eva Turner, va ser considerada la més notable Turandot de l'època.
De pare italians, va néixer com Genevieve Cigna a Anger el 1900, on va estudiar piano amb Alfred Cortot. El 1921 es va casar amb el tenor Maurice Sens que la va instar a prendre classes de cant amb Emma Calvé, Hariclea Darclée i Rosina Storchio.

## Debut, maduresa i èxit
L'any següent, el 23 de gener de 1927, amb el nom de Ginette Sens va debutar a La Scala com Freia a Das Rheingold de Wagner: l'èxit va ser tebi, la seva veu, encara immadura, necessitava més perfeccionament. Es va retirar dels escenaris durant els dos anys següents, durant els quals es va perfeccionar, reapareixent a l'Arena di Verona el juliol de 1929 com a Margherita a Faust. Dos anys més tard a La Scala el 19 de desembre es va consagrar com Donna Elvira a ''Don Giovanni i Elisabeth de Tannhäuser. L'èxit va ser triomfal i va portar a Cigna a construir un sòlid repertori de papers lírico-dramàtics en aquell teatre que la va establir com una de les grans sopranos dramàtiques de l'època. Al Teatro Colón de Buenos Aires va debutar el 1932 com Aïda, Tosca i Norma, tornant en diverses temporades i estrenant mundialment l'òpera Bizancio d'Hector Panizza el 1939.
A la dècada de 1940 la seva fama va arribar a l'estranger i va cantar en tots els grans teatres d'Itàlia (Gènova, Pavia, Verona, Florència, Catània, Bolonya, Torí, Trieste, Parma, Venècia, Roma), va debutar el 1933 en Covent Garden a La Damnation de Faust de Berlioz i com Aïda el 1936. El 1937 a San Francisco va ser l'Amelia d'Un ballo in maschera, Norma i Violetta a La Traviata. Va debutar al Metropolitan Opera de Nova York el 1937 amb Aïda, va cantar Norma, La Gioconda i Il trovatore en la següent temporada 1938.

## L'abandonament de la carrera i els últims anys
L'any 1947, de camí a Vicenza per a una actuació, es va veure implicada en un accident de trànsit en què l'autobús amb el qual viatjava es va bolcar en una rasa. La Cigna va sortir il·lesa del vehicle i es va presentar al teatre, però durant l'actuació va patir un infart. Obligada a retirar-se dels escenaris amb només 48 anys, es va dedicar a la docència en diversos conservatoris (Toronto, Roma, Siena), fins que es va instal·lar definitivament a Milà, on va fer classes magistrals a l'escola Teatro alla Scala; entre els seus alumnes, les sopranos Ghena Dimitrova i Maria Dragoni, la mezzosoprano Fiorenza Cossotto i la soprano internacional Rita Lantieri.
En els últims anys també va quedar vídua del seu segon marit i va perdre tràgicament el seu fill. L'any 1981 va ser guardonada amb el Premi Giacomo Puccini, amb la motivació: "La més gran intèrpret del paper de Turandot al segle XX". Va morir a Milà als 101 anys a la seva casa de Largo V Alpini. Està enterrada al Cementiri Major de Milà; també està inscrita al Famedio, al Cementiri Monumental.

## Vocalitat i personalitat interpretativa
Dotada d'una veu càlida i plena, estesa, vigorosa, dúctil i àgil, va ser una gran intèrpret del repertori romàntic italià, però la poca propensió al cant escolar i la manca d'una tècnica virtuosa autèntica (la seva Norma va ser molt criticada per la execució errada de l'agilitat) l'han impedit del repertori de Bellini i Donizetti.
Però per a una valoració més completa de la manca d'escolarització i la tècnica virtuosa de Gina Cigna també cal tenir en compte altres factors. Així com de l'absència, en el seu repertori, de moltes obres famoses, que va ser, en canvi, una elecció personal motivada. La qüestió va lligada a una concepció precisa que tenia Cigna de la tècnica del cant i de l'ús conscient de les qualitats i potencialitats físiques i interpretatives de cada cantant. Concepció que va expressar al llarg de la seva llarga trajectòria com a mestra. D'aquest enfocament va derivar sovint la seva pobre opinió tècnica de molts cantants contemporànies famosos, inclosa Maria Callas.
Com a actriu posseïa un sentit de les proporcions, presència escènica i un fort temperament dramàtic.

## Repertori
| - Giuseppe Verdi - Aïda (Aïda) - Il trovatore (Leonora) - La forza del destino (Leonora) - Un ballo in maschera (Amelia) - Ernani (Elvira) - Don Carlo (Elisabetta) - Nabucco (Abigaille) - La traviata (Violetta) - Falstaff (Alice) - Giacomo Puccini - Tosca (Tosca) - Turandot (Turandot) - Amilcare Ponchielli - La Gioconda (Gioconda) - Il Figliuol Prodigo (Jeftele) - Umberto Giordano - Andrea Chénier (Maddalena) - Richard Wagner - L'oro del Reno (Freja) - Tannhäuser (Elisabeth) - Vincenzo Bellini - Norma (Norma) - La Straniera (Alaide) - Francesco Cilea - Adriana Lecouvreur (Adriana) - Gioacchino Rossini - Mosè (Sinaide) | - Wolfgang Amadeus Mozart - Don Giovanni (Donna Elvira) - Riccardo Zandonai - Francesca da Rimini (Francesca) - Alfredo Catalani - Wally (Wally) - Richard Strauss - Daphne (Daphne) - Hector Berlioz - La dammation de Faust (Marguerite) - Leoš Janáček - Jenůfa (Kostelnicka) - Charles Gounod - Faust (Marguerite) - Christoph Gluck - Alceste (Alceste) - Ottorino Respighi - La fiamma (Silvana) - Carlos Gomes - Lo Schiavo (Ilàra) - Maria Tudor (Maria) - Pietro Mascagni - Cavalleria rusticana (Santuzza) - Iris (Iris) - Isabeau (Isabeau) |

## Discografia de referència
- La Gioconda (select.) en directe Cremona 1934, director Tullio Serafin; Gina Cigna (Gioconda), Beniamino Gigli (Enzo), Mario Basiola (Barnaba), Gianna Pederzini (Laura), Tancredi Pasero (Alvise), Elena Nicolai  (Cegues), - Segell Timaclub
- Norma: Torí, 1937. Orquestra i Cor de l'EIAR; conductor Vittorio Gui; mestre de cor Achille Consoli; Gina Cigna (Norma), Ebe Stignani (Adalgisa), Giovanni Breviario (Pollione), Tancredi Pasero (Oroveso) - Segell discogràfic (Cetra (casa discogràfica)) cítara (primera gravació de l'obra completa)
- Norma: en directe Metropolitan 1937; director Ettore Panizza; Gina Cigna (Norma), Bruna Castagna (Adalgisa), Giovanni Martinelli (Pollione), Ezio Pinza (Oroveso) - segell GOP
- Aida: en directe Metropolitan 1937; el director Ettore Panizza; Gina Cigna (Aida), Giovanni Martinelli (Radames), Bruna Castagna (Amneris), Carlo Morelli (Amonasro), Ezio Pinza (Ramfis) - segell Melodram/Myto
- Aida (select.): en directe Òpera de Berlín 1937; director Víctor de Sabata; Gina Cigna (Aida), Beniamino Gigli (Radames), Ebe Stignani (Amneris), Ettore Nava (Amonasro), Tancredi Pasero (Ramfis) - Segell: GOP
- Turandot: Teatre de Torí, 4 – 15 de setembre 1938. Orquestra i Cor de l'EIAR; director Franco Ghione; el mestre de cor Achille Consoli; Gina Cigna (Turandot), Francesco Merli (Calaf), Magda Olivero (Liù), Luciano Neroni (Timur), Afro Poli (Ping), Gino Del Signore (Pang), Adelio Zagonara (Pong), Armando Giannotti (Altoum), Giuseppe Bravura (A mandarin) - segell Cetra (primera gravació de l'obra completa)
- Il trovatore: en directe Royal Opera House de Londres 1939; director Vittorio Gui; Jussi Björling (Manrico), Gina Cigna (Leonora), Mario Basiola (Il conte di Luna), Gertrud Wettergren (Azucena), Corrado Zambelli (Ferrando) - GOP Label

## Curiositat
Quan va interpretar per primera vegada lIris de Pietro Mascagni, sota la direcció del mateix autor, es va mostrar excessivament exigent amb ella. Enfadada, la soprano li va dir aleshores:
| « | «Estimat mestre, encara que això no et convingui, puja a l'escenari i canta la teva òpera» | » |